# Більярд

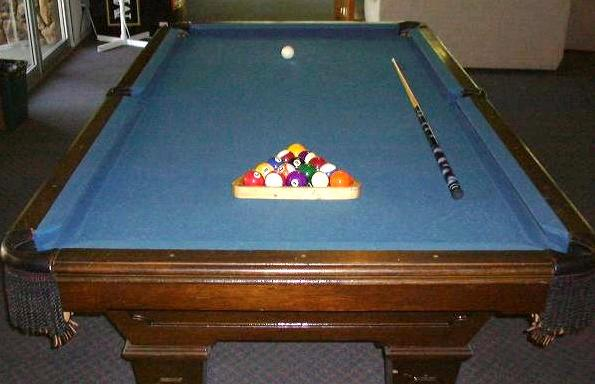
Більярдний стіл для гри в пул, на ньому кулі у трикутнику, кий і білий биток.

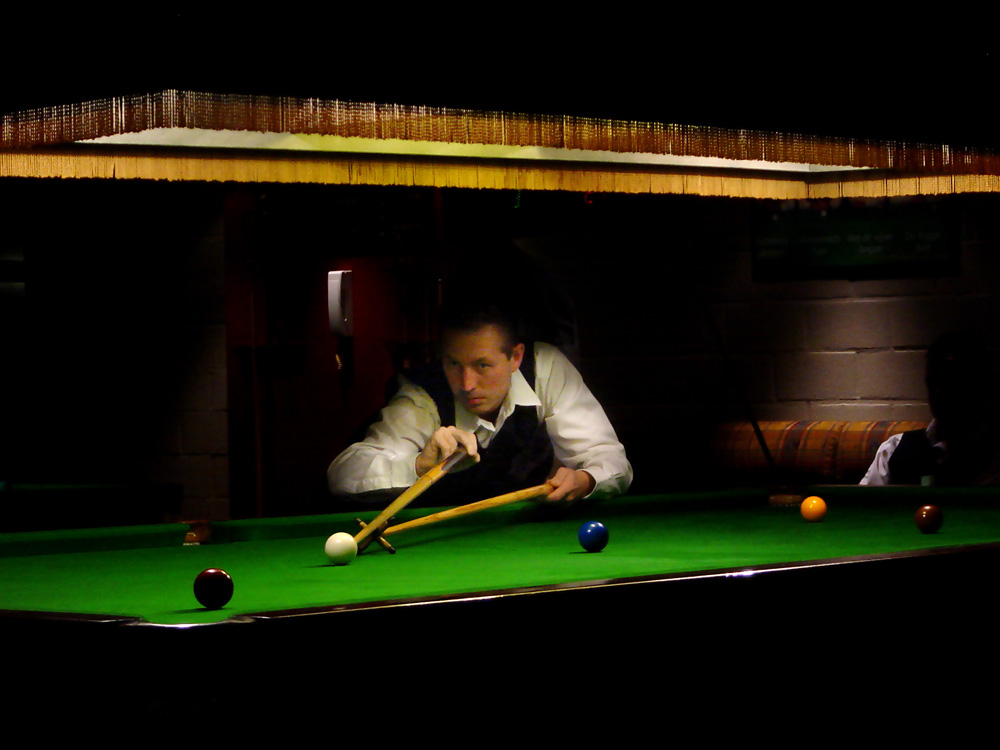
Користування рестом у грі в снукер.

Білья́рд — гра кулями на спеціально обладнаному столі.
Усі сучасні варіанти гри проходять на спеціально обладнаному столі за допомогою довгої тонкої палиці (кия) та набору куль. Суть гри в більярд — вдарити києм по кулі, яка розташована на столі, і поцілити цією кулею в іншу. Здебільшого, метою гравця є забити одну з куль, що зіткнулися, у спеціальний отвір в краю столу (лузи); проте чого саме прагнеться від зіткнення двох куль залежить від різновиду самої гри у більярд.

## Термінологія
- Російська піраміда та кайса[en] — Ø 68 мм (2+11⁄16 дюйма)
- Карамболь — Ø 61.5 мм (2+7⁄16 дюйма)
- Міжнародний пул — Ø 57.15 мм (2+1⁄4 дюйма)
- Снукер — Ø 52.5 мм (2+1⁄16 дюйма)
- Британський пул[en] — Ø 51 мм (2 дюйма)

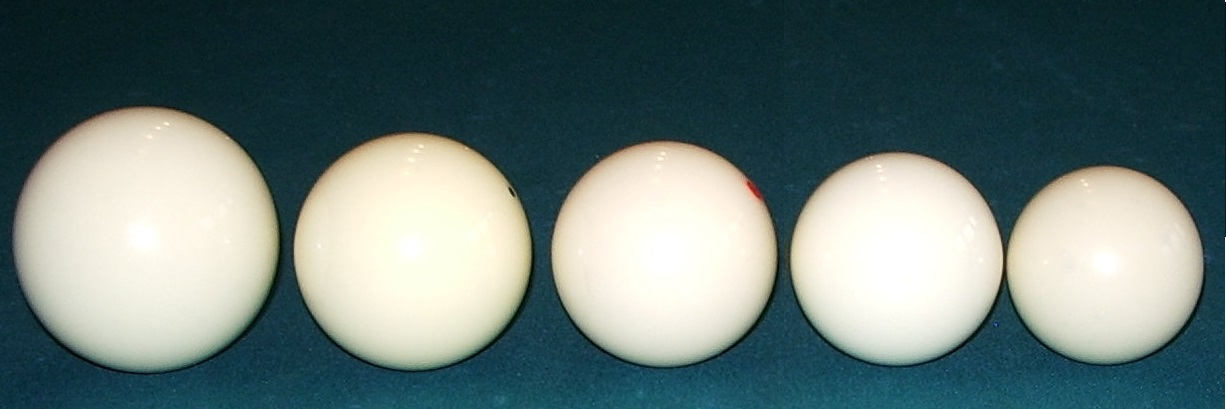
Битки для більярду (зліва направо):
- Російська піраміда та — Ø 68 мм (2 11/16 дюйма)
- Карамболь — Ø 61.5 мм (2 7/16 дюйма)
- Міжнародний пул — Ø 57.15 мм (2 1/4 дюйма)
- Снукер — Ø 52.5 мм (2 1/16 дюйма)
- — Ø 51 мм (2 дюйма)

Для різних видів гри у більярд існує власна термінологія. Нижче наведено деякі загальні терміни.
Биток — куля, по якій завдається удар.
Борт — край більярдного столу, покритий гумою і тканиною.
Кий — довга пряма палиця для гри в більярд, один кінець якої тонший, а другий — товстіший та важчий.
Кікс — невдалий удар у грі в більярд, коли кий лише ковзнув по кулі.
Луза — один із шести отворів із сітчастими мішечками, що розташовані по краях більярдного столу.
Міст — позиція руки яка підтримує кий. Існують різні види моста: відкритий, закритий (вказівний палець розташований над києм), високий (долоня руки не торкається до сукна).
Рест (підставка, машинка) — предмет більярдного інвентарю, довга тонка палиця із наконечником, який під час удару підтримує кий. В народному сленгу називають хто як хоче: машинка, підставка, теща, проте в залежності від типу наконечника назви різні: палиця із наконечником у формі літери Х називається — Рест; палиця в якої наконечник у формі пів-дуги, з трьома виїмками для кия — Спайдер.
Трикутник — трикутна рамка, за допомогою якої більярдні кулі встановлюються у формі піраміди перед початком гри.
Фукс — куля, яка потрапила до лузи неочікувано, непередбачено.
Вінт — удар не по центру кулі, з метою надати додаткового обертання. Рекомендується робити відступ не більше 2/3 радіусу кулі, в іншому випадку існує ймовірність кіксу, оскільки при протяжному ударі кий має більшу швидкість, ніж биток, що отримує імпульс.
Накат (Верхній вінт) — удар вище центру кулі, а також ефективніший з протяжним ударом. За рахунок такого удару, після першого доторку з іншими кулями, биток зберігає частину імпульсу в обертанні і котиться у бік лінії кию.
Відтяжка (Нижній вінт) — удар нижче центру кулі. Можлива лише при різкому ударі, інакше отримаємо що кий штовхає вперед биток, і результат отримаємо накат. За рахунок такого удару, після першого доторку з іншими кулями, биток котиться в зворотній до набутого імпульсу бік.

## Історія

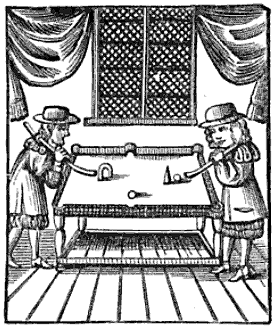
Старовинна гравюра зображує один із різновидів більярду

Історія гри в більярд бере свій початок у Франції у XV сторіччі. Перша письмова згадка про більярд стосується французького короля Луі XI, який у 1470 році замовив собі більярдний стіл. У 1600 роках більярд був вже достатньо відомим, щоб бути згаданим у творі Вільяма Шекспіра «Антоній і Клеопатра».
Слово «більярд» походить від французького слова «bille», що означає «куля» або «billart» — дерев'яна палиця. Проте англійський дослідник Джона Вілька, вважає, що первинна назва гри — «ball-yerds», складена з двох слів давньосаксонської мови («ball» — м'яч і «yerd» — палиця).
У ті часи гра проходила на відкритому повітрі. Але для того, щоб грати в будь-яку погоду, гру було перенесено в приміщення, і грати почали на столі. З того часу залишилося традиційне зелене сукно більярдного столу, як нагадування про зелену траву, на якій колись грали у більярд.
Спочатку в більярд грали за допомогою лише двох куль на столі із шістьма лузами. На столі були присутній обручі, які грали роль воротець, як у крокеті, та кілочок, що стояв вертикально. Кулі не штовхали, як це роблять зараз, а били по них дерев'яними палицями на кшталт крокетних з метою влучити у кілочок.
Бити по кулі палицею, коли куля стоїть біля краю столу, було незручно. Тому наприкінці XVII сторіччя було вигадано кий. Спочатку гравці в таких випадках просто перевертали палицю й били по кулях її ручкою. Ручку називали «queue», що значить «хвіст, кінець», звідси і виникло слово «кий». У XVIII сторіччі воротця з палицею взагалі зникли зі столу, залишилися лише кулі та кий.
Обладнання для більярду розвивалося дуже швидко в Англії у 1800-тих роках. Тоді почали використовувати крейду, якою мастили кінець кия, щоб збільшити тертя між києм і кулею. Приблизно до 1823 року було остаточно вдосконалено шкіряну наліпку, яку пристосовували на кінець кия з тією ж самою метою. У 1829 році з'явився перший розкладний кий із двох частин. Близько 1835 року сукно стає популярним для покриття столу. Після того, як фірма Goodyear у 1835 році почала робити гумові вироби, гуму почали використовувати для бортів для більярдних столів. Зрештою, близько 1850 року більярдний стіл почав мати здебільшого саме такий вигляд, як тепер.

### Історичні згадки про більярд
1470 — Французький король Луї XI замовляє собі більярдний стіл.
1587 — Королева Марія Стюарт скаржиться, що її було позбавлено більярдного столу під час ув'язнення у замку Фозерінгей.
1609 — Вперше зіграно п'єсу Вільяма Шекспіра «Антоній та Клеопатра», в якій згадується більярд.
1674 — Опубліковано першу книгу, яка містила правила гри у більярд — «The Complete Gamester» Чарльза Коттона.
1792 — Король Луї XVI і Марія Антуанетта грають у більярд напередодні свого ув'язнення.
1838 — Королева Вікторія встановлює стіл для більярду у Віндзорському замку.
1846 — Папа Пій IX встановлює більярдний стіл у Ватикані.
1864 — Чарльз Діккенс отримує більярдний стіл як подарунок на Різдво.
1876 — Марк Твен і Брет Гарт пишуть п'єсу в кімнаті для більярду в оселі Твена в Коннектикуті.
1888 — Вінсент Ван Гог зображує на своїй картині «Нічна кав'ярня в Арле» стіл для більярду.

## Більярд у науці
Уперше про математичний базис більярдної гри заговорив відомий фізик Гаспар-Гюстав Коріоліс в своїй книзі «Математична теорія явищ більярдної гри» 1835-го року. Він використовував в своїй роботі елементи теорії ймовірностей, теорії меж і загального аналізу. Проте особливого інтересу у сучасників (на думку Лемана) книга не викликала, ні в математиків, ні в більярдистів.
Минуло більш як півтораста років і математичний більярд розвинувся в свою теорію, породивши декілька побічних. «Теорія більярдів» є сьогодні невід'ємною частиною ергодичної теорії і теорії динамічних систем, має важливе застосування у фізиці. Математиком Гальперіним створений спосіб визначення числа {\displaystyle \;\pi } за допомогою більярду; набагато ближчі освіченому читачеві результати досліджень математиків Штейнгауза, Альгазена і Гарднера.

## Користь
Більярдну гру вважають за одну із найдоступніших: вона сприяє підтримці у спортсмена правильної постави й хорошої фізичної форми. Сама гра не вимагає відмінного серця й легенів, які, навпаки, підтримуються в гравця у хорошому стані — більярд є перш за все видом фізичного гарту організму. Відтак більярд розвиває окомір, виробляє чіткість і координацію рухів, швидкість реакції, винахідливість. Сам гравець, набуваючи вміння, привчається до терпіння й холоднокровності.
Більярд — і відпочинок, і розвага: гра, вже з перших ударів кийком, знімає нервову напругу, що накопичилася, в перші її хвилини. Гравець майже повністю відволікається від повсякденних дрібниць і віддається змаганню. Додатково більярд врівноважує емоції й виробляє ряд якостей, необхідних людині в житті: вчить вигравати, напружуючи всю силу волі, — і долати опір суперника; одночасно вчить і програвати, не впадаючи в паніку або відчай та не втрачаючи віри в себе.

## Ігри
Існують різні види більярду:
- Пул
  - Пул вісімка
  - Пул дев'ятка

- Російський більярд (Піраміда)
  - Американка (Вільна піраміда)
  - Московська піраміда (Комбінована піраміда)
  - Невська піраміда (Динамічна піраміда)

- Карамболь
  - Однобортний
  - Двобортний
  - Триботний

- Снукер
  - Класичний (15 куль)
  - Короткий (6 куль)

## Більярд в Україні
Перша задокументована згадка про більярд в Україні датується 1753 роком у місті Глухові — тодішній столиці Війська Запорозького.
В Україні діє Федерація спортивного Більярду України (ФСБУ), яка була заснована в 2001 році. Державним Комітетом України з питань фізичної культури і спорту Федерації спортивного більярду України наказом від 27 березня 2003 року № 848 було надано статус Національної. В 2008 році Федерація підтвердила свій статус і їй було надано статус національної по 4 видам більярдного спорту: Пул, Снукер, Карамболь та Піраміда, терміном на 4 роки. На початку 2013 року статус національної було підтверджено.
Федерація спортивного більярду України на пряму входить до наступних міжнародних організацій:
- Міжнародна Федерація Більярду і Снукеру (International Billiards and Snooker Federation (IBSF [Архівовано 7 жовтня 2010 у Wayback Machine.]));
- Європейська асоціація Більярду і Снукеру (European Billiards and Snooker Association (EBSA [Архівовано 13 січня 2010 у Wayback Machine.]));
- Європейська федерація лузного більярду (European Pocket Billiard Federation (EPBF [Архівовано 19 грудня 2019 у Wayback Machine.]));
- Міжнародна конфедерація Піраміди (International Confederation of Pyramid [Архівовано 7 листопада 2019 у Wayback Machine.]);
- Європейський комітет з Піраміди (European Committee of Pyramid (ЄКП));
- Східноєвропейський більярдний союз (East European Billiard Council [Архівовано 9 грудня 2019 у Wayback Machine.]).

Також через Європейську Федерацію Лузного Більярду ФСБУ здійснює членство у:
- Всесвітній Асоціації Більярду Пулу (World Pool-Billiard Association [Архівовано 3 січня 2020 у Wayback Machine.]):
- Всесвітній конфедерації більярдного спорту (World Confederation of Billiards Sports [Архівовано 7 січня 2021 у Wayback Machine.]).[4]

Звання Майстер спорту України міжнародного класу присвоюється за здобуті місця в одному з перерахованих змагань з урахуванням умов присвоєння спортивних звань та розрядів:
- 5-8 — у Всесвітніх іграх з неолімпійських видів спорту;
- 1-5 — на чемпіонаті світу (пул, снукер);
- 1-3 — на чемпіонаті світу (піраміда, карамболь);
- 1-3 — на чемпіонаті Європи (пул, снукер);
- 1-2 — на чемпіонаті Європи (піраміда, карамболь);
- 1 — у фіналі Кубка світу (піраміда);
- 1 — в Європейських спортивних іграх.[5]

## Додаткові джерела
1. ↑  Історія виникнення більярду — Кузнецовська Міська Федерація Спортивного Більярду. kmfsb.org.ua. Архів оригіналу за 2 грудня 2019.
2. ↑  Як козаки в більярд грали: історик розповів про європейські розваги часів Гетьманщини. telegraf.com.ua.
3. ↑  Склад. billiard.net.ua. Архів оригіналу за 16 грудня 2019.
4. ↑  Федерація спортивного більярду України | scu. Архів оригіналу за 21 квітня 2022.
5. ↑  Кваліфікаційні норми та вимоги Єдиної спортивної класифікації України з неолімпійських видів спорту (додаток 11). zakon.rada.gov.ua. Архів оригіналу за 9 грудня 2019.

| Спорт | Це незавершена стаття про спорт. Ви можете допомогти проєкту, виправивши або дописавши її. |